# Католицизм в Палау
 Католицизм в Палау  или Римско-Католическая церковь в Палау является частью всемирной Католической церкви.

## История
Впервые миссионеры Католической церкви стали появляться на Каролинских островах с начала XVIII века. В основном это были непериодические поездки с Филиппин. В 1710 году судно из Манилы доставило трёх иезуитов, которые пробыли на острове Сонсороль в течение одного года. Первыми постоянными миссионерами, обосновавшимися в Палау, были монахи из монашеского ордена капуцинов, которые прибыли в Палау 23 апреля 1891 года.

## В настоящее время
В настоящее время к Римско-Католической церкви принадлежат 41,6 % местного населения (согласно данным 2000 года). Палау входит в юрисдикцию епархии Каролинских островов, которая входит в митрополию Гуама.